# Palmarès dello Sport Lisboa e Benfica (hockey su pista)
Lo Sport Lisboa e Benfica nella sua storia si è aggiudicato ventiquattro campionati nazionali, quindici Coppe del Portogallo, otto Supercoppe portoghesi e una Elite Cup. In ambito internazionale vanta due Euroleghe, due Coppe CERS, tre Coppa Continentale e due Coppa Intercontinentale.

## Competizioni ufficiali

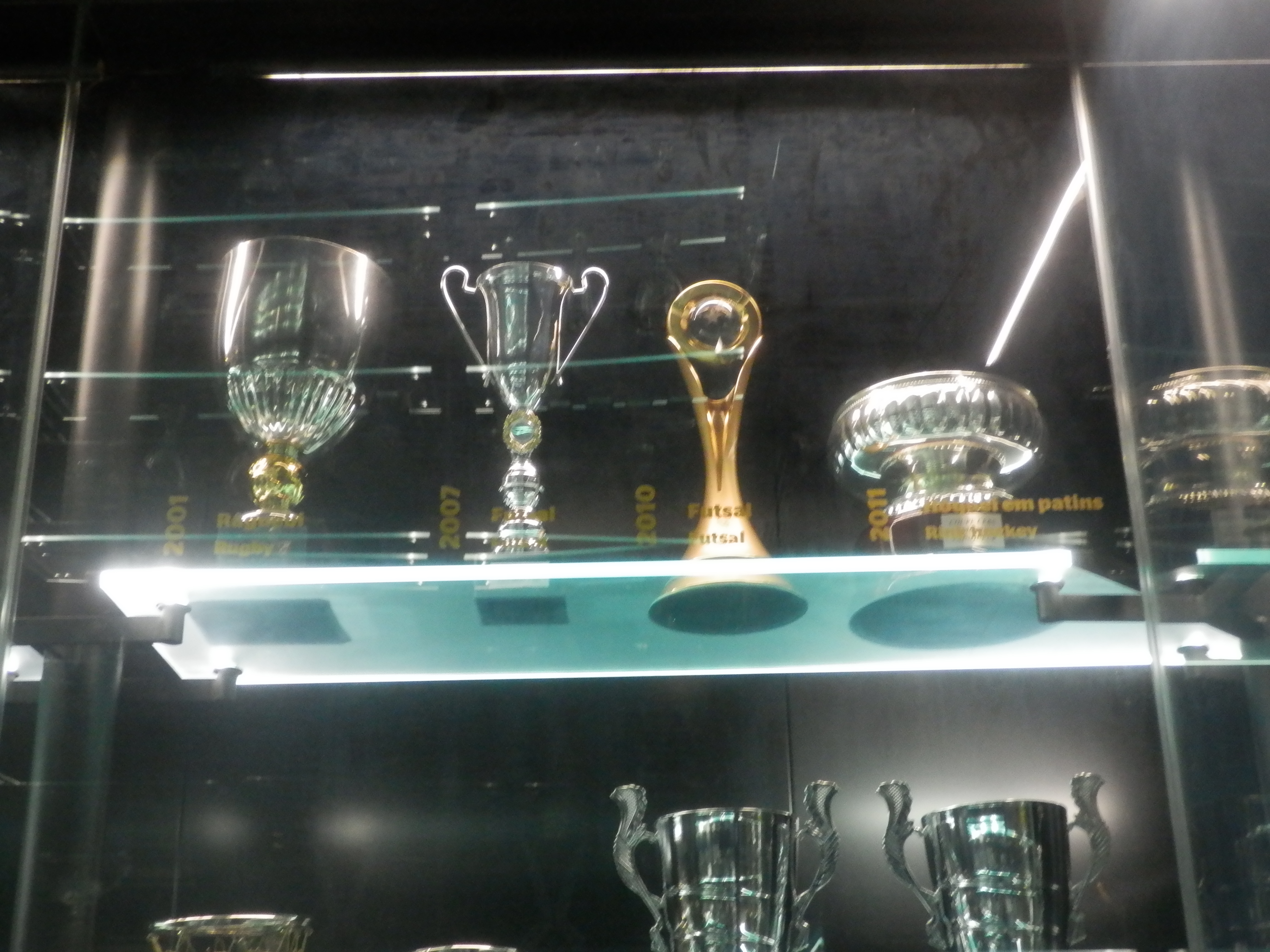
Museu Cosme Damião.

59 trofei

### Competizioni nazionali
50 trofei
- Campionato portoghese: 24 (record condiviso con il Porto)

1951, 1952, 1956, 1957, 1960, 1961, 1966, 1967, 1968, 1970, 1972, 1974, 1979, 1980, 1981, 1991-1992, 1993-1994, 1994-1995, 1996-1997, 1997-1998, 2011-2012, 2014-2015, 2015-2016, 2022-2023
- Coppa del Portogallo: 15

1963, 1977-1978, 1978-1979, 1979-1980, 1980-1981, 1981-1982, 1990-1991, 1993-1994, 1994-1995, 1999-2000, 2000-2001, 2001-2002, 2009-2010, 2013-2014, 2014-2015
- Supercoppa del Portogallo: 9

1992, 1995, 1997, 2001, 2002, 2010, 2012, 2022, 2023
- Elite Cup: 3 (record condiviso con il Porto e lo Sporting CP)

2017, 2023, 2024

### Competizioni internazionali
9 trofei
- CERH European League: 2

2012-2013, 2015-2016
- Coppa CERS/WSE: 2

1990-1991, 2010-2011
- Supercoppa d'Europa/Coppa Continentale: 3 (record portoghese)

2011-2012, 2013-2014, 2016-2017
- Coppa Intercontinentale: 2 (record portoghese)

2013, 2017

## Altri piazzamenti

### Competizioni nazionali
- Campionato portoghese

2º posto/finale play-off: 1954, 1955, 1958, 1962, 1973, 1982, 1983, 1985-1986, 1995-1996, 2000-2001, 2001-2002, 2004-2005, 2005-2006, 2006-2007, 2007-2008, 2010-2011, 2012-2013, 2013-2014, 2016-2017, 2017-2018, 2021-2022
3º posto/semifinale play-off: 1949, 1950, 1953, 1988-1989, 1989-1990, 1990-1991, 1992-1993, 1998-1999, 1999-2000, 2002-2003
- Coppa del Portogallo

Finale: 1964, 1982-1983, 1985-1986, 1992-1993, 1997-1998, 2002-2003, 2004-2005, 2008-2009, 2011-2012, 2015-2016, 2018-2019, 2021-2022
Semifinale: 1983-1984, 1987-1988, 1989-1990, 1991-1992, 1995-1996, 2005-2006, 2016-2017
- Supercoppa del Portogallo

Finale: 1982, 1983, 1986, 1991, 1993, 1998, 2000, 2005, 2009, 2014, 2015, 2016
- Elite Cup

Finale: 2022
Semifinale: 2016, 2018, 2019

### Competizioni internazionali
- Coppa dei Campioni/Eurolega

Finale: 1968-1969, 1972-1973, 1979-1980, 1992-1993, 1994-1995
Semifinale: 1970-1971, 1974-1975, 1981-1982, 1995-1996, 1999-2000, 2000-2001, 2001-2002, 2013-2014, 2016-2017, 2018-2019, 2020-2021
- Coppa delle Coppe

Finale: 1982-1983, 1983-1984
- Coppa CERS/WSE

Semifinale:1989-1990, 2009-2010

## Altre competizioni
- Campionato metropolitano: 6

1967, 1968, 1970, 1972, 1973, 1974
- Coppa delle Nazioni: 1

1962
- Taça 1947: 1

2020